# جورج هيرشفلد
جورج هيرشفلد (بالألمانية: Georg Hirschfeld)‏ (و. 1873 – 1942 م) هو كاتب، وشاعر ألماني، ولد في برلين، توفي في ميونخ، عن عمر يناهز 69 عاماً.